# Ligne de tramway O (TELB)
Pour les articles homonymes, voir Ligne O.
La ligne O est une ancienne ligne du tramway de Lille.

## Histoire
La ligne à traction hippomobile est ouverte en 1894 de la place de la gare au passage à niveau de Saint-André par la place Saint-Martin (Louise de Bettignies), le quai de la Basse Deûle, la porte Saint-André et prolongé en 1895 jusqu'à Wambrechies par la mairie de Saint-André. La ligne est électrifiée en 1904 par un parcours plus direct de la Grand-Place à la porte de Saint-André par la rue Esquermoise et la rue Royale et prolongée jusqu'à Wattignies par les places Rihour, de la République, du parvis Saint-Michel, la rue d'Artois et la porte d'Arras. En 1906 le parcours de la Grand-Place à Wattignies est repris par la ligne L.
Le 26 septembre 1955, les lignes L et O Lille - Wambrechies sont fusionnées avec la ligne C Lille Gare - Porte d'Arras.